# Pęczków
Pęczków – wieś w Polsce położona w województwie dolnośląskim, w powiecie średzkim, w gminie Środa Śląska.

## Podział administracyjny
W latach 1975–1998 miejscowość administracyjnie należała do województwa wrocławskiego.

## Zabytki
- Dawny zespół parkowy (pozostałości);
- Dom zarządcy, często mylony z nieistniejącym pałacem[4]

inne:
- Piętrowy pałac wybudowany na planie prostokąta, kryty czterospadowym dachem mansardowym z lukarnami. Od frontu ryzalit zwieńczony frontonem.